# 코리아뮤직 옴니버스 I
코리아뮤직 옴니버스 I은 대한민국의 가수 민해경, 이범학, 윤영로, 강인원 등 코리아뮤직 소속사 가수들이 뭉쳐 1992년 발매한 옴니버스 앨범이다.

## 앨범의 특징
신곡/활동곡은 후회하지 않아 (민해경), 이젠 안녕 (이범학) 두 곡이다.

## 트랙 리스트
| #   | 제목                                                | 작사   | 작곡   | 편곡 | 재생 시간 |
| --- | --------------------------------------------------- | ------ | ------ | ---- | --------- |
| 1.  | 〈후회하지 않아 (신곡)〉                            | 손진태 | 손진태 | 3:50 |           |
| 2.  | 〈세상은 내 위에 (윤영로 1집 수록)〉                | 김현철 | 김현철 | 3:54 |           |
| 3.  | 〈오늘 여행 (윤영로 1집 수록) WITH 민해경, 이범학〉 | 조동익 | 조동익 | 3:45 |           |
| 4.  | 〈왜일까? (윤영로 1집 수록)〉                       | 김현철 | 김현철 | 4:36 |           |
| 5.  | 〈낮잠 (강인원 3집 수록)〉                          | 강인원 | 강인원 | 3:02 |           |
| 6.  | 〈이젠 안녕 (신곡)〉                                | 강인원 | 강인원 | 3:55 |           |
| 7.  | 〈겨울비 (윤영로 1집 수록)〉                        | 배훈   | 배훈   | 5:17 |           |
| 8.  | 〈그리운 날엔 (민해경 8집 수록)〉                   | 한석인 | 한석인 | 3:13 |           |
| 9.  | 〈행복한 하루 (강인원 3집 수록)〉                   | 강인원 | 강인원 | 3:35 |           |
| 10. | 〈너 없는 시간 속에서 (민해경 11집 수록)〉          | 김학래 | 김학래 | 4:01 |           |

## 같이 보기
- 민해경 디스코그래피